# Моріс ле Нобле Дюплессі
Морі́с Ле Нобле́ Дюплессі́ (фр. Maurice Le Noblet Duplessis фр. вимова: [d͡zyplɛsi]; 20 квітня 1890 — †7 вересня 1959) — прем'єр-міністр Квебеку у 1936—1939 та 1944—1959 роках. Професійний адвокат. Починав кар'єру у Консервативній партії Квебеку. У 1935 році засновує партію під назвою Національний союз (Union nationale) й стає її лідером. У 1936 році нова партія приходить до влади.
Дюплєссі був відомий своїм консерватизмом, націоналізмом та авторитарними методами правління, відстоюванням сільських районів, прав провінції, підтримкою значних інвестиції в католицьку освіту та антикомунізмом, а також жорсткою позицією щодо профспілок. У той же час, він багато зробив для розвитку енергетичних регіонів Квебеку, зокрема Північного Берега (фр. Côte-Nord). Він також ввів національний прапор Квебеку (замість британського Юніон Джек), який презентує провінцію досі.
За часів Дюплессі ліберальної опозиції не вдалося кинути виклик владі Дюплессі на трьох виборах (1948, 1952 і 1956).
Пізніше його епоха була позначена критиками як La Grande Noirceur ("Велика пітьма").

## Політика
Дюплессі віддавав перевагу сільським районам а не розвитку міст і впродовж свого першого терміну ввів різні сільськогосподарські кредити. Він також відзначився мізерними інвестиціями в соціальні послуги, крім освіти (бюджет був збільшений в шість разів в період з 1946 по 1956 рік) в католицьких школах. Дюплессі також виступав проти військового призову та участі Канади у Другій світовій війні. «Національний союз» часто мав активну підтримку Римо-католицької церкви у своїх політичних кампаніях і використовував гасло Le ciel est bleu; l'enfer est rouge: Небеса блакитні (НС); Пекло червоне (ліберали). У 1936 році Дюплессі повісив Розп'яття в Синій кімнаті Національної асамблеї, де воно висіло до липня 2019 року.

## Свідки Єгови
Дюплессі активно виступав проти Свідків Єгови, змусивши The Globe and Mail прокоментувати: "Переслідування релігійної секти, відомої як Свідки Єгови, з захопленими офіційними і судовими санкціями, прийняло оборот, який передбачає, що інквізиція повернулася до французької Канади".

## Смерть та спадщина
Дюплессі помер в офісі після серії інсультів, перенесених ним під час відвідин компанії Iron Ore Company of Canada в Шеффервілі в присутності семи представників уряду і компанії 7 вересня 1959 року. Після його смерті і подальшого обрання ліберального уряду під керівництвом Жана Лесажа в 1960 році Квебек вступив в період, пізніше названий Тихій революцією (Révolution tranquille), рішучим рухом від консервативної політики Дюплессі до світської соціал-демократії.
Канадська історична асоціація у буклеті, що зберігається у колекції Канади, пише це так:
"Режим Дюплессі, можливо, витримав занадто довго, традиціоналістична політика лідера Національного союзу, цілком може бути анахронізмом в порівнянні з відносно сучасним суспільством, яким багато в чому уже став Квебек 1950-х років."